# سوئیس‌اوتل تالین
سوئیس‌اوتل تالین (به لاتین: Swissôtel Tallinn) یک هتل لاکچری در استونی است که در تالین واقع شده‌است. ساختمان این هتل دارای ۳۰ طبقه، ۱۱۷ متر ارتفاع، ۲۳۸ اتاق و ۳ رستوران است و در دسامبر ۲۰۰۷ افتتاح شده است.